# Doubický potok
Doubický potok je potok v okrese Děčín v Ústeckém kraji. Je to pravostranný přítok Chřibské Kamenice, jehož délka činí 7,6 km. Plocha jeho povodí měří 15,0 km².

## Průběh toku
Pramení na jihovýchodním svahu Vápenného vrchu nad obcí Doubice v Lužických horách v nadmořské výšce přibližně 530 m. Na horním toku teče prudkým spádem lesnatou krajinou do obce Doubice, ve které napájí dva rybníky. V této obci je v délce cca 500 m regulován. Dále pokračuje sevřeným zalesněným údolím směrem k Dolní Chřibské. Silně meandrovitý tok kopíruje silnice Doubice-Dolní Chřibská. Obtéká ostroh Chřibského hrádku a po několika kilometrech se v Dolní Chřibské (Chřibská) vlévá zprava do Chřibské Kamenice na jejím 12,6 říčním kilometru.

## Vodní režim
V letních měsících můžeme na dolním toku pozorovat zajímavý jev, kdy asi 2 km pod obcí Doubice se voda v korytě potoka ztrácí a objevuje se za ostrohem Chřibského hrádku zpět v korytě. Potok trpí v letních měsících nedostatkem vody.

## Fauna
V potoce se vyskytuje především pstruh obecný f. potoční, vranka obecná a hrouzek obecný. Ostatní ryby jen výjimečně. Dále je zaznamenán výskyt populace raka říčního a raka bahenního.